# 大田原市営バス

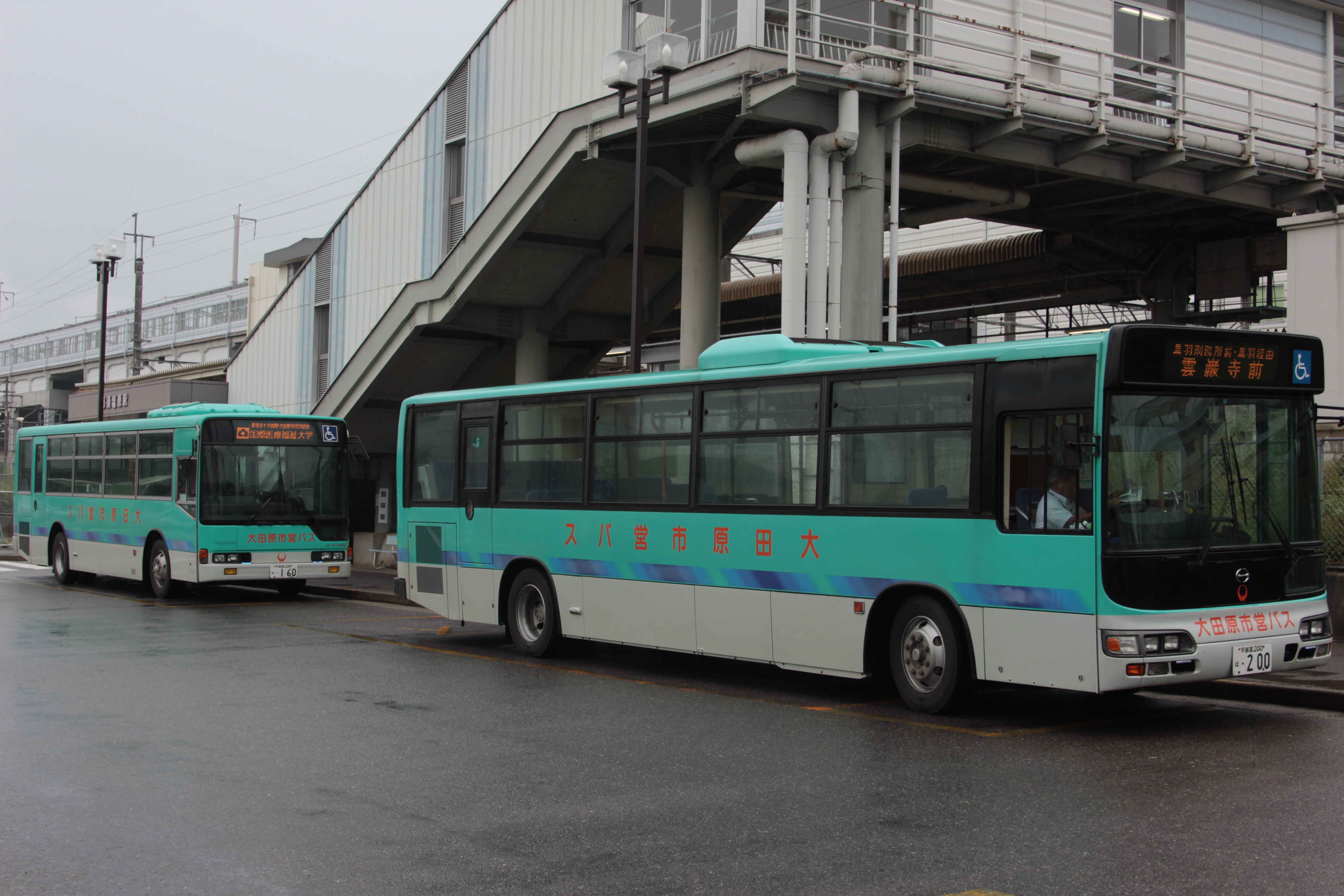
那須塩原駅に停車中の大田原市営バス

大田原市営バス（おおたわらしえいバス）は大田原市により運行される自主運行方式の市営バス。西那須野駅・那須塩原駅・市役所などを拠点に市内の各地区を結んでいる。運行は大田原市内の康栄観光バスへ委託している。2019年4月1日現在、全10路線を運行している。

## 運行内容

### 運賃[2]
- 1回乗車
  - 大人（高校生以上） - 200円均一
  - 小・中学生、65歳以上の大田原市民、障害者 - 100円均一
  - 乳幼児 - 無料
- 回数券 - 10回分の金額で12枚綴り。
- 定期券 - 期間は1か月、3か月、6か月の設定があり、全路線・全区間で利用できる。
- 1日乗車券
  - 高校生以上 - 500円
  - 小中学生、65歳以上の大田原市民、障害者 - 300円
- 共通1日乗車券[3][4]
  - 高校生以上 - 700円
  - 小中学生、65歳以上の大田原市民、障害者 - 400円
    - 2021年4月1日より、那須塩原市営バスと大田原市営バスの乗り継ぎが広域連携によって容易になったため発売。那須塩原市営バスと大田原市営バスの全路線で利用可能。
- 関東自動車に移管された路線の運賃および定期券も同額であるが、共通利用はできない。

### 運転日
- 年末年始(12月29日 - 1月3日)は全便運休
- 日曜日・祝日運休路線
  - 那須塩原駅線〈奥沢・鹿畑方面〉、金田方面循環線、野崎方面循環線、佐久山・親園線、佐久山・野崎駅線

## 沿革
- 1992年（平成4年）10月1日 - 大田原市営有償バスとして運行を開始[5]。
- 2011年（平成23年） - 台風12号による交通障害のため、台風通過後より南方線の一部区間で運休[6]。
  - 10月1日 - 大田原市営バスの一日乗車券が発売される[6]。
- 2018年（平成30年）3月17日 - ダイヤ改正。[7]
  - 雲巌寺線の一部便が新たにくらしの館を経由
  - 大田原女子高線 運行開始
- 2019年（平成31年）4月1日 - ダイヤ改正。[8]
  - 黒羽・佐良土線、佐久山・野崎駅線の2路線をデマンドバスらくらく与一号での運転に変更
  - 佐久山・親園線 一部便を除き福原方面非経由に変更
  - 蛭田・湯津上線 やすらぎの湯から佐良土・なかがわ水遊園まで路線延伸
  - 那須塩原駅線 国際医療福祉大学北側の経路を変更し「古町入口」停留所を新設（関東自動車と同一地点）
  - 金田方面循環線 那須赤十字病院周辺の経路を変更
  - 野崎方面循環線 下大貫境方面を廃止し、代わって野崎工業団地を新たに経由
- 2020年（令和2年）4月1日 - ダイヤ改正。
  - 黒磯駅・黒羽高校線運行開始。
  - 蛭田・湯津上線 市街地の一部区間経路変更（中央多目的公園経由）、やすらぎの湯～佐良土・なかがわ水遊園間廃止。
- 2021年（令和3年）4月1日 - ダイヤ改正。
  - 那須塩原線 道の駅那須与一の里から先、奥沢・鹿畑方面の区間を廃止
  - 野崎方面循環線 野崎地区を2回循環していた経路を1回に変更、那須赤十字方面の運行を廃止
  - 大田原市内循環線とまちなか循環線を大田原市役所にて系統分割
  - 蛭田・湯津上線 那須赤十字方面の運行を廃止
  - 佐久山・親園線 デマンド定路線化、那須赤十字方面の運行を廃止
  - 那須塩原市と大田原市の広域連携化により共通1日乗車券が発売される[3][4]。
- 2022年（令和4年）4月1日 - 時刻改正
  - 3月31日に黒羽刑務所が閉庁したことにより雲巌寺線と金田方面循環線の「黒羽刑務所」バス停廃止。金田方面循環線が那須脳神経外科病院に乗り入れ開始、ゆーバス（那須塩原市地域バス）と接続。
  - 雲巌寺線は「乙連沢」、「羽田小学校入口」、「羽田」、「呑内」の各バス停を非経由に。
  - まちなか循環線をまちなか線に改称し経路変更
  - 「保健センター前」から「大田原女子高校南」に、「福祉センター東口」から「保健福祉センター東口」に、「福祉センター入口」から「保健福祉センター入口」にそれぞれバス停名称変更。
- 2023年（令和5年）4月1日 - 時刻改正
  - 栃木県那須庁舎移転新築に伴い、旧庁舎前である「那須庁舎前」を「正法寺入口」に、新庁舎前となる「労働基準監督署前」を「那須庁舎前」に、那須庁舎に機関集約により「県北健康福祉センター前」を「住吉町交差点」にそれぞれ改称。このほか駐在所の統廃合により「寒井駐在所」を「寒井舘下」に改称した。
- 2024年（令和6年）4月1日 - 時刻改正
  - 金田方面循環線、那須塩原駅線、雲巌寺線を減便。3停留所の名称を変更。[9]

## 現行路線
2013年4月1日に路線の再編が行われ、一部路線は東野交通（現・関東自動車）に移管された。現在は11路線で運行。
- 太字停留所は、途中始発終着の設定がなされている停留所、（）停留所は一部便が経由しない停留所。

（[カッコ]は行先番号）

### 那須塩原駅線

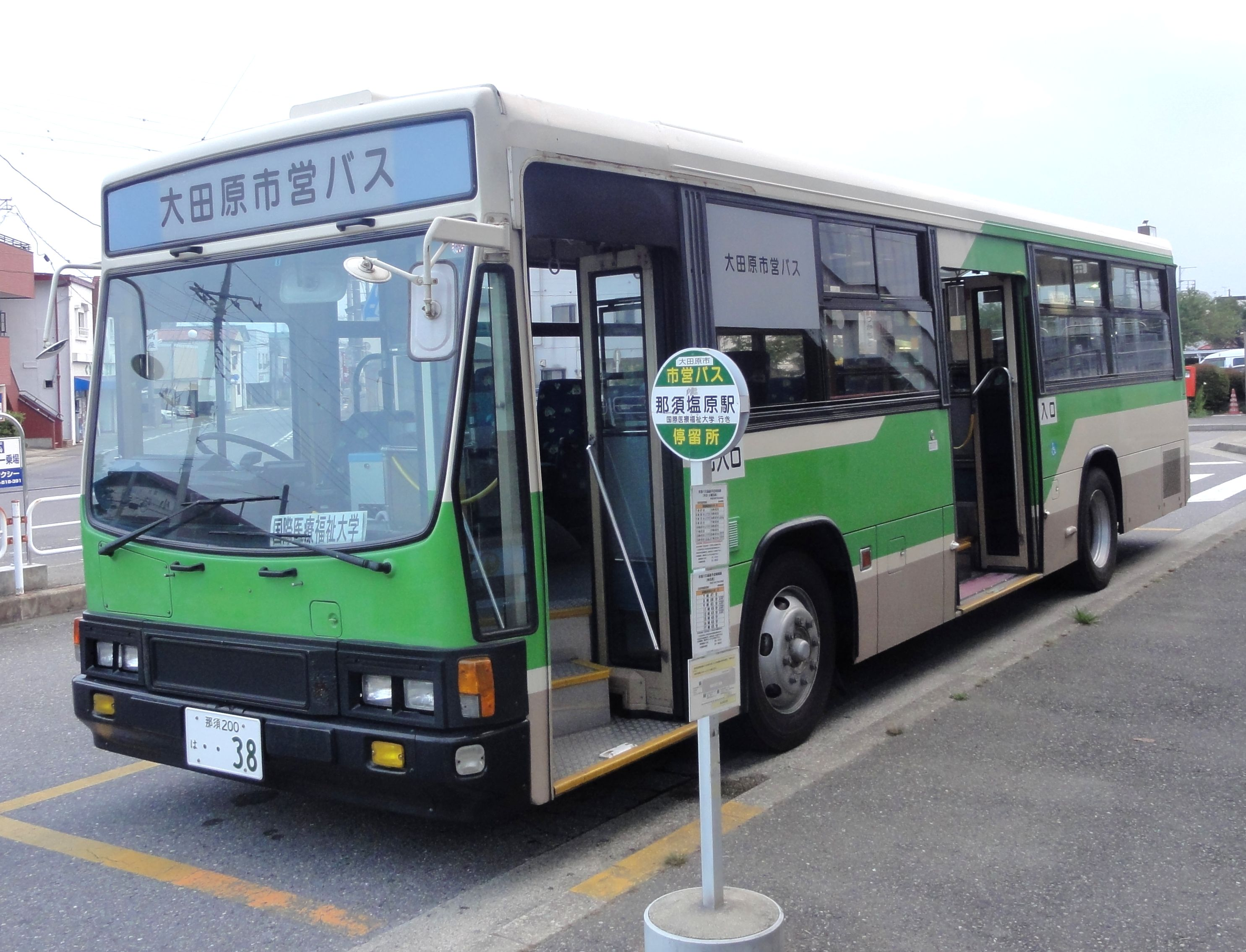
2013年3月まで運行されていた急行福祉大線

- [N4]那須塩原駅東口 - （[T40]那須赤十字病院） - [T8]大田原市役所 - 大田原女子高校南 - [T83]国際医療福祉大学  - [T84]道の駅那須与一の郷

平日・土曜日は区間便を含めて多数の便設定がある。日祝日は6.5往復の運行。

### 大田原女子高線
- 那須塩原駅東口→トコトコ大田原前→[T82]大田原女子高校前

平日・土曜日の朝の那須塩原駅発の1本のみ。

### 金丸線
- [N4]那須塩原駅東口 - 練貫十文字 - 市野沢 - 国際医療福祉大学 - [T84]道の駅那須与一の郷

2013年3月までは「急行福祉大線」として運行されていたが、2013年4月より大学スクールバスの運行を開始した ため、朝夕の運行に縮小。名称も「金丸線」に変更された。年末年始は運休。

### 雲巌寺線
- [N4]那須塩原駅東口 - 練貫十文字 - 乙連沢十文字 - 黒羽郵便局前 - （くらしの館） -  [B71]黒羽支所 - （[B72]黒羽高校） - [B74]雲巌寺前

平日は6.5往復、日祝日は5.5往復。雲巌寺行は黒羽高校を経由しない。那須塩原駅発黒羽高校直行便と黒羽高校発那須塩原駅発行は、黒羽高校休校日は運休となる。

### 大田原市内循環線

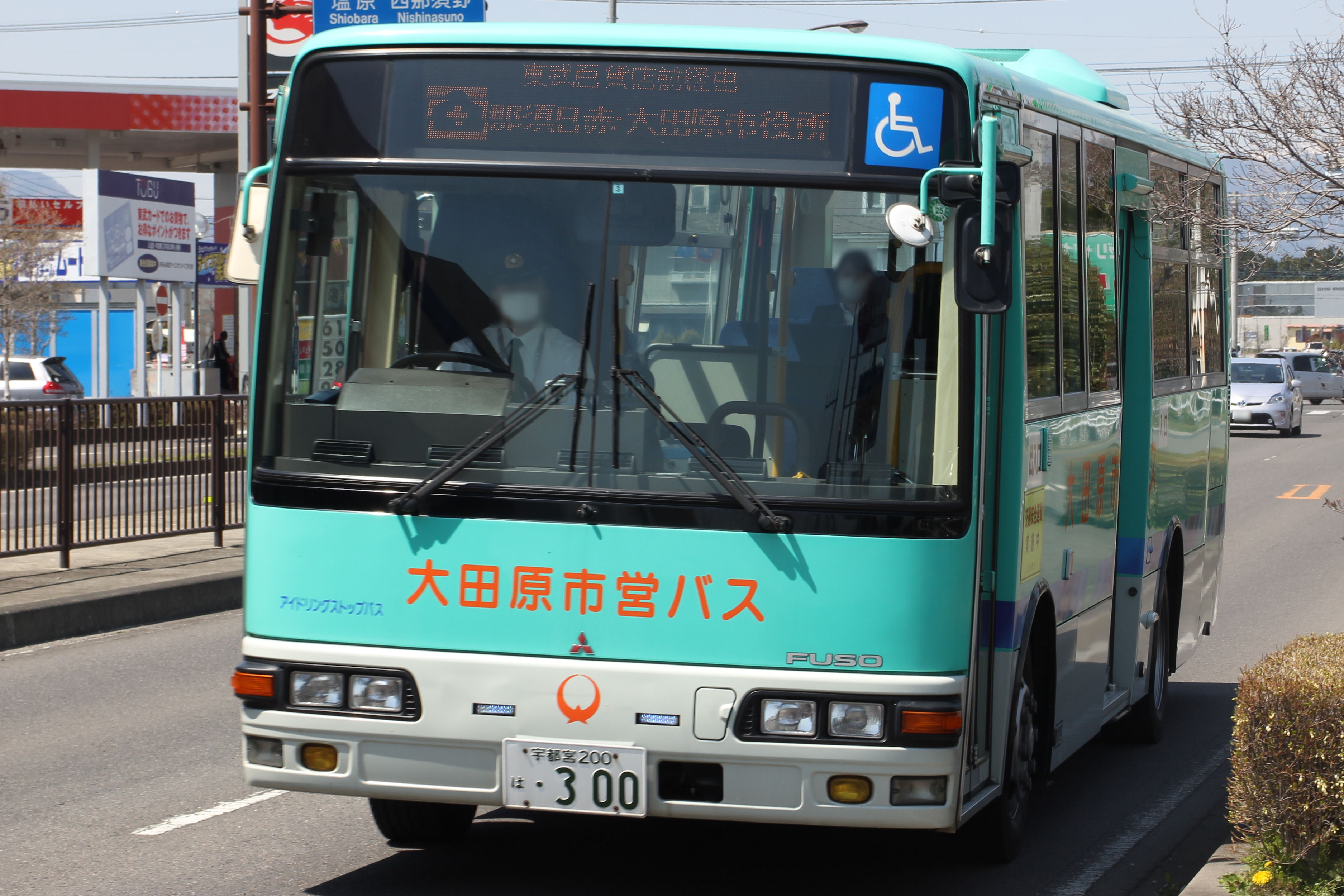
大田原市内循環線

- [W2]西那須野駅東口 - 東武百貨店前 - 大田原女子高校南 - 大田原温泉入口 - （那須赤十字病院） - [T8]大田原市役所

平日・土曜日および日祝日とも1日17往復設定。早朝夜間便は那須赤十字病院を経由しない。年末年始は運休。

### まちなか線
- 大田原市役所 → トコトコ大田原前 → 那須赤十字病院 → トコトコ大田原前 → [T8]大田原市役所

1日4便運転、年末年始は運休。

### 蛭田・湯津上線
- [T8]大田原市役所 - 中央多目的公園前 - 東武百貨店前 - 大田原女子高校南 - 片府田 - 湯津上支所 - [T85]やすらぎの湯

1日5往復運行。土日祝日年末年始は運休。

### 金田方面循環線
- [T8]大田原市役所 - トコトコ大田原前 - 那須赤十字病院 - 市野沢 - 練貫十文字 - 鴻巣平入口 - 那須北病院（旧・那須脳神経外科病院） - 乙連沢 - 小滝 - 那須赤十字病院 - [T8]大田原市役所

両方向循環。土日祝日年末年始は運休。小滝先回りは3便、市野沢先回りは2便運行。

### 野崎方面循環線
- [T8]大田原市役所 - トコトコ大田原前 - 実取団地前  - 野崎駅 - 野崎工業団地 - [T20/T21]野崎駅 - 一区町十文字 - トコトコ大田原前 - [T8]大田原市役所

両方向循環。土日祝日年末年始は運休。実取先回り・一区先回りとも3便運行、うち一区先回りの最終便は野崎駅止まり。

### 須賀川線
- [B71]黒羽支所 - 雲巌寺前 - [B75]石畑

1日1往復。途中の雲厳寺前までは、雲厳寺線と同じ路線を走行し、黒羽支所 - 那須塩原駅間はそのまま雲巌寺線として運行。

### 黒磯駅・黒羽高校線
- [K6]黒磯駅東口 - 鍋掛交差点 - 寒井舘下 - [B72]黒羽高校

1日1往復。土日祝日及び年末年始、黒羽高校休校日は運休。

## 廃止路線
本項の路線は、2012年に関東自動車（旧東野交通）との競合路線や需要が少ない路線を廃止および再編を行い、一部路線のデマンド化を行った際に廃止されたものが多い。。一部路線は通勤通学時間帯の便は2019年4月以降デマンド交通「らくらく与一号」のデマンド定路線として体制変更の上で運行継続中。
- 黒羽・佐良土線[15]：黒羽 - 黒羽支所 - やすらぎの湯 - 佐良土 （ - なかがわ水遊園）：1日5往復。
- 佐久山・野崎駅線[15] : 野崎駅 - 平沢 - 佐久山下町 - 平山 - ふれあいの丘：1日3往復。
- 那須赤十字病院 -  大田原市役所 - 金燈籠 - 保健センター前 - 親園小学校入口 - 佐久山下町 - 福原 - ふれあいの丘：1日4往復(うち2往復は那須赤十字病院発着)+区間運行1往復。
- 那須塩原駅線〈奥沢・鹿畑方面〉：那須塩原駅 - 那須赤十字病院 - 大田原市役所 - 保健センター前 - 国際医療福祉大学 - 道の駅那須与一の郷 - 鹿畑東部 - 国際医療福祉大学：平日・土曜日のみ運転で、道の駅から先の区間を延長する形での運行となっている。
- 南方線[16][17][18][19][15]：工沢 - 須賀川中学校前 - 雲巌寺前 - 浅ヶ沢入口 - 中南方 - 帝国造林社宅前：平日・土曜日のみ運行。
- 両郷線[15][19][20]：黒羽郵便局 - 大日堂前 - 五峰の湯 - 消防センター前 - 第一集会所
- 湯津上線[15][21][22][23]：西那須野駅 - 清峰高前 - 大高前 - 日赤前 - 東武百貨店前 - 蛭田小学校 - 佐良土 - なかがわ水遊園

## デマンド定路線
下記はいずれの路線もデマンド交通化され市営バスの路線としては廃止されているが、一部時間帯のみ決まった時刻・経路で運行する路線バス方式の便が維持されており、市営バスと同様の利用が可能。バス停も路線廃止以前のものはそのまま設置（一部増設された停留所もあり）されている。定時便が運行されない時間帯はデマンド交通の利用が必要。
- 黒羽・佐良土線：黒羽郵便局前 - 黒羽支所 - やすらぎの湯 - 佐良土
- 佐久山・野崎駅線：野崎駅 - 平沢 - 佐久山下町 - 平山 - ふれあいの丘
- 佐久山・親園線：大田原市役所 - 金燈籠 - 保健センター前 - 親園小学校入口 - 佐久山下町 - 福原 - ふれあいの丘

## デマンド交通
湯津上・黒羽地域および野崎・佐久山地域ではデマンド交通「らくらく与一号」の運行を行っている。
2018年4月1日より、観光客も事前予約すればデマンド交通を利用できるようになった。

## 車両
- 市営バスでは、日野・ブルーリボンシティ、三菱ふそう・エアロミディなどを使用している。
- デマンド交通では、トヨタ・ハイエースを使用している。